# Vígľaš
Vígľaš es un municipio del distrito de Detva en la región de Banská Bystrica, Eslovaquia, con una población estimada a final del año 2024 de 1477 habitantes.
Se encuentra ubicado en el centro de la región, sobre los montes Centrales Eslovacos (Cárpatos occidentales) y a poca distancia al sur del río Hron —un afluente izquierdo del Danubio—.

## Demografía
| Año        | 1994 | 2004    | 2014    | 2024     |
| ---------- | ---- | ------- | ------- | -------- |
| Población  | 1607 | 1663    | 1667    | 1477     |
| Diferencia |      | +3,48 % | +0,24 % | −11,39 % |

| Año        | 2023 | 2024    |
| ---------- | ---- | ------- |
| Población  | 1501 | 1477    |
| Diferencia |      | −1,59 % |